# Joe Worrall
Joseph Adrian Worrall, detto Joe (Hucknall, 10 gennaio 1997) è un calciatore inglese, difensore del Burnley.

## Carriera

### Club

#### Gli inizi: prestito al Dagenham & Redbridge
Cresciuto nel settore giovanile del Nottingham Forest, l'8 gennaio 2016 viene ceduto in prestito al Dagenham & Redbridge, con cui il giorno seguente compie il suo esordio professionistico, nella partita persa per 2-0 contro l'Everton, valida per il terzo turno di FA Cup. Il 23 gennaio segna la sua prima rete da professionista, in occasione di una gara contro il Newport County. Termina la propria esperienza semestrale con 15 presenze, rientrando successivamente al Forest.

#### Nottingham Forest e prestito ai Rangers
Il 29 ottobre 2016 fa il proprio debutto ufficiale con la maglia dei Reds, in una sconfitta 2-0 contro il Reading. Il 19 novembre, durante una gara contro l'Ipswich Town, sarà soggetto a una prestazione molto convincente, che lo includerà di fatto all'interno della squadra della settimana della Football League. Il 27 febbraio 2017 rinnova fino al 2020, e il 24 ottobre prolunga la durata del contratto fino al 2022.
Il 31 agosto 2018 passa a titolo temporaneo ai Rangers. Debutta con gli scozzesi il 30 settembre seguente, in una gara persa per 1-0 in casa del Livingston. Trova la sua prima ed unica rete della sua esperienza il 3 marzo 2019, in un pareggio contro l'Aberdeen valido per i quarti di finale della Scottish Cup. Termina la stagione con un totale di 32 presenze.

#### Ritorno al Nottingham Forest
Tornato a Nottingham in estate, diviene un giocatore chiave per il tecnico Sabri Lamouchi, che lo promuove definitivamente a titolare. Durante la stagione 2019-2020 si dimostra essere il giocatore con il maggior numero di presenze (48), mentre nell'annata 2020-2021 si ritrova a saltare svariate gare per aver contratto il COVID-19. 
Durante la stagione 2021-2022 diviene ufficialmente capitano per via dell'infortunio di Lewis Grabban, divenendo fondamentale per la promozione della propria squadra in Premier League. A fine stagione, assieme ai suoi compagni Ryan Yates e Djed Spence, viene incluso all'interno della squadra della stagione della Championship.
Il 4 agosto 2022, viene riconfermato come capitano per la stagione seguente. Due giorni dopo fa il proprio debutto in Premier League, nella sconfitta esterna contro il Newcastle Utd. L'11 marzo 2023, in occasione di una gara in trasferta contro il Tottenham, mette a segno la sua prima rete in massima divisione. Termina l'annata con 34 presenze totali.

#### Prestito al Beşiktaş
Vedendo il proprio spazio in squadra ridursi, il 5 febbraio 2024 viene ceduto in prestito al Beşiktaş, in Süper Lig. Fa il proprio esordio con i turchi il 16 febbraio seguente, in un pareggio a reti bianche contro il Kayserispor. Il 4 maggio seguente, diviene decisivo al 97' minuto di una gara contro il Çaykur Rizespor, mettendo a segno la rete decisiva per la vittoria della propria squadra. Termina il proprio periodo turco collezionando un totale di 9 presenze.

#### Burnley
Il 22 agosto 2024 viene ceduto a titolo definitivo al Burnley, neoretrocesso in Championship, sottoscrivendo un contratto quadriennale.

### Nazionale
Nel 2017 riceve le prime convocazioni con l'Under-21, debuttando il 10 ottobre in occasione della partita vinta per 0-1 contro Andorra, valida per le qualificazioni all'Europeo 2019.

## Statistiche

### Presenze e reti nei club
Statistiche aggiornate al 23 maggio 2024
| Stagione                 | Squadra                  | Campionato               | Campionato | Campionato | Coppe nazionali | Coppe nazionali | Coppe nazionali | Coppe continentali | Coppe continentali | Coppe continentali | Altre coppe | Altre coppe | Altre coppe | Totale | Totale | Totale |
| Stagione                 | Squadra                  | Comp                     | Pres       | Reti       | Comp            | Pres            | Reti            | Comp               | Pres               | Reti               | Comp        | Pres        | Reti        | Pres   | Reti   |        |
| ------------------------ | ------------------------ | ------------------------ | ---------- | ---------- | --------------- | --------------- | --------------- | ------------------ | ------------------ | ------------------ | ----------- | ----------- | ----------- | ------ | ------ | ------ |
| gen.-apr. 2016           | Dag & Red                | FL2                      | 14         | 1          | FACup+CdL       | 1+0             | 0               | -                  | -                  | -                  | FLT         | -           | -           | 15     | 1      |        |
| 2016-2017                | Nottingham Forest        | FLC                      | 21         | 0          | FACup+CdL       | 0+0             | 0               | -                  | -                  | -                  | -           | -           | -           | 21     | 0      |        |
| 2017-2018                | Nottingham Forest        | FLC                      | 31         | 1          | FACup+CdL       | 2+2             | 0               | -                  | -                  | -                  | -           | -           | -           | 35     | 1      |        |
| 2018-2019                | Rangers                  | PL                       | 22         | 0          | SC+CdL          | 4+2             | 1               | UEL                | 4                  | 0                  | -           | -           | -           | 32     | 1      |        |
| 2019-2020                | Nottingham Forest        | FLC                      | 46         | 1          | FACup+CdL       | 0+2             | 0               | -                  | -                  | -                  | -           | -           | -           | 48     | 1      |        |
| 2020-2021                | Nottingham Forest        | FLC                      | 31         | 1          | FACup+CdL       | 2+0             | 0               | -                  | -                  | -                  | -           | -           | -           | 33     | 1      |        |
| 2021-2022                | Nottingham Forest        | FLC                      | 42         | 0          | FACup+CdL       | 4+0             | 1+0             | -                  | -                  | -                  | -           | -           | -           | 46     | 1      |        |
| 2022-2023                | Nottingham Forest        | PL                       | 30         | 1          | FACup+CdL       | 0+4             | 0               | -                  | -                  | -                  | -           | -           | -           | 34     | 1      |        |
| 2023-feb. 2024           | Nottingham Forest        | PL                       | 7          | 0          | FACup+CdL       | 2+0             | 0               | -                  | -                  | -                  | -           | -           | -           | 9      | 0      |        |
| Totale Nottingham Forest | Totale Nottingham Forest | Totale Nottingham Forest | 208        | 4          |                 | 18              | 1               |                    | -                  | -                  |             | -           | -           | 226    | 5      |        |
| feb.-giu.2024            | Beşiktaş                 | SL                       | 6          | 1          | TK              | 3               | 0               | UECL               | -                  | -                  | -           | -           | -           | 9      | 1      |        |
| Totale carriera          | Totale carriera          | Totale carriera          | 250        | 6          |                 | 28              | 2               |                    | 4                  | 0                  |             | -           | -           | 273    | 8      |        |

### Cronologia presenze e reti in Nazionale
| Cronologia completa delle presenze e delle reti in nazionale ― Inghilterra under 21 | Cronologia completa delle presenze e delle reti in nazionale ― Inghilterra under 21 | Cronologia completa delle presenze e delle reti in nazionale ― Inghilterra under 21 | Cronologia completa delle presenze e delle reti in nazionale ― Inghilterra under 21 | Cronologia completa delle presenze e delle reti in nazionale ― Inghilterra under 21 | Cronologia completa delle presenze e delle reti in nazionale ― Inghilterra under 21 | Cronologia completa delle presenze e delle reti in nazionale ― Inghilterra under 21 | Cronologia completa delle presenze e delle reti in nazionale ― Inghilterra under 21 |
| Data                                                                                | Città                                                                               | In casa                                                                             | Risultato                                                                           | Ospiti                                                                              | Competizione                                                                        | Reti                                                                                | Note                                                                                |
| ----------------------------------------------------------------------------------- | ----------------------------------------------------------------------------------- | ----------------------------------------------------------------------------------- | ----------------------------------------------------------------------------------- | ----------------------------------------------------------------------------------- | ----------------------------------------------------------------------------------- | ----------------------------------------------------------------------------------- | ----------------------------------------------------------------------------------- |
| 10-10-2017                                                                          | Andorra la Vella                                                                    | Andorra under 21                                                                    | 0 – 1                                                                               | Inghilterra under 21                                                                | Qual. Europeo Under-21 2019                                                         | -                                                                                   |                                                                                     |
| 10-11-2017                                                                          | Kiev                                                                                | Ucraina under 21                                                                    | 0 – 2                                                                               | Inghilterra under 21                                                                | Qual. Europeo Under-21 2019                                                         | -                                                                                   |                                                                                     |
| 27-3-2018                                                                           | Sheffield                                                                           | Inghilterra under 21                                                                | 2 – 1                                                                               | Ucraina under 21                                                                    | Qual. Europeo Under-21 2019                                                         | -                                                                                   |                                                                                     |
| Totale                                                                              |                                                                                     | Presenze                                                                            | 3                                                                                   |                                                                                     | Reti                                                                                | 0                                                                                   |                                                                                     |

## Palmarès

### Club

#### Competizioni nazionali
- Coppa di Turchia: 1

Beşiktaş: 2023-2024